# تپه خرمن جا ۲
تپه خرمن جا ۲ مربوط به دوره اشکانیان است و در شهرستان دورود، بخش سیلاخور، دهستان چالانچولان، ۱۵۰ متری شمال روستای افراونده واقع شده و این اثر در تاریخ ۲۳ بهمن ۱۳۸۵ با شمارهٔ ثبت ۱۷۱۷۴ به‌عنوان یکی از آثار ملی ایران به ثبت رسیده است.